# David Spiro
David Kahane Spiro (geboren 1901 in Książ Wielki, Polen; gestorben  17. Oktober 1970 in Jerusalem) war Rabbiner im Rabbinat Warschau und Mitbegründer der Israelitischen Kultusgemeinde Fürths nach dem Zweiten Weltkrieg, wo er 25 Jahre lang als Gemeinderabbiner gewirkt hat. Er galt weltweit als geachtete halachische Autorität, insbesondere in Scheidungsfragen, und ihm wird zugeschrieben, maßgeblich daran beteiligt gewesen zu sein, dass sich jüdisches Leben in Bayern wieder etablieren konnte.

## Leben
Während des Ersten Weltkriegs kam Spiro im Haus seines Onkels, des zweiten Rabbiners von Sochaczew, unter. Er erlernte dort die Grundsätze des Chassidismus, dem er zeit seines Lebens verbunden blieb. Zusammen mit seinem Vater zog Spiro nach Krakau. Nach intensivem Studium folgte seine Semicha, die formelle Ordination zum Rabbiner. Nach Warschau kam Spiro durch die Heirat mit der Tochter des Rabbiners Chaim Jehoschua Gutschechter. In das Rabbinat der damals größten jüdischen Gemeinde Europas wurde er 1936 als jüngstes offizielles Mitglied aufgenommen. In den Zeiten eines zunehmenden Antisemitismus gehörte es zu seinen Aufgaben, die jüdische Gemeinde gegenüber den Behörden zu vertreten.
Infolge der deutschen Besetzung Polens musste ein Judenrat gebildet werden. Bis zur Liquidierung des Warschauer Ghettos im April 1943, die er hautnah miterlebte, hatte David Spiro dieses Amt inne. Sowohl seine Eltern als auch seine Ehefrau und die gemeinsamen vier kleinen Kinder wurden von den Deutschen ermordet; auf David Spiros Grabstein sind ihre Namen genannt.
Spiro selbst wurde in das Zwangsarbeiterlager Budzyń deportiert. Sein weiterer Weg führte ihn in das KZ Flossenbürg und dessen Außenlager in Hersbruck.
Völlig erschöpft überlebte er den Todesmarsch zum KZ Dachau. Schwer erkrankt erlebte er dann die Befreiung des Konzentrationslagers Dachau durch die 7. US-Armee Ende April 1945. Unter den Befreiern befand sich auch sein Bruder, der Militärrabbiner Chaplain Abraham Spiro.
Während Abraham Spiro seinen Dienst in der US-Bezirksverwaltung in Bamberg aufnahm und sich unter anderem für die Einrichtung von DP-Lagern einsetzte, übersiedelte David Spiro in ein DP-Lager in Fürth. Neben Jean Mandel war er die treibende Kraft des Wiederaufbaus der Israelitischen Kultusgemeinde Fürth, deren Rabbiner er bis zu seinem Tod blieb. Sein Grab befindet sich auf dem Har HaMenuchot in Jerusalem.
Seit dem Tod von Spiro und Mandel in den 1970er Jahren verlor die Gemeinde viele Mitglieder, da diese keine Perspektive für eine jüdische Lebensführung mehr sahen. Der Mitgliederschwund bedrohte die Jüdische Gemeinde beinahe in ihrer Existenz. Die Auflösung der Gemeinde wurde erst in den 1990ern durch den Zuzug von Zuwanderern aus der ehemaligen Sowjetunion abgewendet.

## Rabbiner-Spiro-Preis
Im Jahr 2007 stiftete der Landesverband der Israelitischen Kultusgemeinden in Bayern einen undotierten Preis, der an David Spiro erinnern soll, der „trotz seiner Erlebnisse […] an eine jüdische Zukunft in Deutschland [glaubte] und […] zum wirkungsvollen Ratgeber für viele“ wurde. Der zweijährlich vergebene Preis soll an Persönlichkeiten verliehen werden, „die zur Aufrechterhaltung und Entwicklung jüdischer Gemeinden in Bayern beigetragen haben.“
Die bisherigen Preisträger sind Edmund Stoiber, Johannes Friedrich und Karl Freller.